# Бојана Миленковић
Бојана Миленковић (Београд, 6. март 1997) српска је одбојкашица. Игра на позицији примача.
Освојила је златну медаљу на Европском првенству 2017. године, које су заједнички организовали Азербејџан и Грузија. Освојила је златну медаљу на Светском првенству 2018. године у Јапану, током првенства се повредила и није добила медаљу на постољу, али јој је уручена накнадно.
На Олимпијским играма у Токију 2020, освојила је бронзану медаљу, а Србија је победила Јужну Кореју у борби за бронзу. На Европском првенству 2021. године чија је завршница одржана у Београду, освојила је сребрну медаљу.
Освојила је бронзану медаљу са Србијом у Лиги нација 2022. године, то је била прва медаља за српску женску одбојку у овом такмичењу. Била је део репрезентације Србије на Светском првенству 2022. године у Пољској и Холандији, на ком је са репрезентацијом изборила финале. У финалу је Србија победила Бразил максималним резултатом 3:0, и тако освојила златну медаљу.

## Успеси

### Репрезентативни
- Олимпијске игре: 2020. Јапан -  бронзана медаља
- Светско првенство: 2018. Јапан, Пољска/Холандија 2022. -  златна медаља
- Европско првенство: злато 2017 Азербејџан, злато 2019. Турска, сребро 2021. Београд.
- Лига нација : 3. место 2022. Анкара.